# Liste von Persönlichkeiten der Stadt Eutin

Wappen der Stadt Eutin

Die Liste enthält bedeutende Persönlichkeiten, die in Eutin geboren wurden, sowie weitere Persönlichkeiten, die mit der Stadt Eutin verbunden sind. Sie sind nach ihrem Geburtsjahr geordnet. Die Liste erhebt keinen Anspruch auf Vollständigkeit.

## Bis 1800
- ?, Benedikt Bahr, † 15. August 1670 in Stralsund, Pädagoge, Jurist und Ratsherr von Stralsund
- 1620, Nikolaus Mercator, † 1687 in Paris, Mathematiker
- ?, Hartwig von Passow, † 7. Januar 1706 in Eutin, Offizier
- 1702, Johann Christoph Hüsemann, † 20. Februar 1774 in Wolfenbüttel, Orgelbauer
- 1703, 1. Juli, Wilhelm Ludwig Nitzsch, † 28. April 1758 in Wittenberg, lutherischer Theologe
- 1713, Adolph Christoph von Aken, † 4. Januar 1768 in Gingst, Hofprediger und Autor
- 1727, 18. Januar, Melchior Heinrich Wolff, † 7. Dezember 1786 in Eutin, evangelisch-lutherischer Geistlicher und Superintendent im Hochstift Lübeck
- 1735, 1. September, Georg Gottlob Balemann, † 17. April 1815 in Wetzlar, Reichskammergerichtsassessor und Jurist
- 1743, 5. Mai, Adolph Friedrich Balemann, † 19. April 1826 in Reinfeld, Pastor und Konsistorialassessor
- um 1746, August Friedrich Moser, † 14. März 1810 in Eutin, Bildhauer und Stuckateur
- 1754, 3. Januar, Peter Friedrich Wilhelm von Oldenburg, † 2. Juli 1823 in Plön, Koadjutor des Hochstifts Lübeck und formal zweiter Herzog von Oldenburg
- 1758, 1. Juni, Magnus von Wedderkop, † 6. Juli 1825 in Eutin, Offizier und Landrat im Herzogtum Schleswig
- 1759, 22. März, Hedwig von Schleswig-Holstein-Gottorf, † 20. Juni 1818 in Stockholm, durch Heirat Königin von Schweden und Norwegen
- 1761, 15. Oktober, Johann Georg Moser, † 6. März 1818 in Berlin, Architekt und Baubeamter
- 1762, 26. Januar, Friedrich August Rüder, † 8. Dezember 1856 in Leipzig, Jurist, Journalist und Publizist
- 1765, 9. Februar, Georg Conrad von Wedderkop, † 12. März 1841 in Plön, Domherr und Landrat im Fürstentum Lübeck
- 1776, 7. Februar, Friedrich August Eschen, † 7. August 1800 bei Servoz, Erzieher, Philologe und Schriftsteller
- 1778, 15. September, Adolph Heinrich Eckermann, † 21. März 1850 in Ratekau, Pastor
- 1780, 25. November, Magnus Friedrich von Holmer, † 3. April 1857 in Kiel, Kammerherr, Domherr und Publizist
- 1780, 28. Oktober, Friedrich August Ukert, † 18. Mai 1851 in Gotha, Philologe und Historiker
- 1783, 17. Juni, Hans Voß, † 4. Oktober 1849 in Freiburg im Breisgau, Architekt und Baubeamter
- 1785, 12. Februar, Abraham Voß, † 13. November 1847 in Düsseldorf, evangelischer Theologe, Pädagoge und Übersetzer
- 1786, 18. oder 19. November, Carl Maria von Weber, † 5. Juni 1826 in London, Komponist
- 1787, 28. Juli, Carl Sievogt, † 12. Februar 1832 in Osternburg, Architekt und Baubeamter
- 1790, 18. Februar, Jacob Heinrich Rehder, † 9. Februar 1852 in Muskau, Hofgärtner
- 1790, 4. September, Ernst Hellwag, † 1. August 1862 in Eutin, Verwaltungsjurist und Autographensammler
- 1791, 14. Februar, Adam Ernst Rochus von Witzleben, † 14. August 1868 in Oldenburg, Soldat, Kammerherr und Geheimer Rat
- 1797, 27. Juli, Cajus zu Stolberg-Stolberg, † 7. April 1874 in Brauna, Reichstagsabgeordneter (Zentrum)
- 1798, 7. Juli, Helene Strack, † 28. April 1853 in Oldenburg, Malerin
- 1799, 24. Februar, Leopold Friedrich zu Stolberg-Stolberg, † 9. August 1840 in Morzg, Kreishauptmann des Salzburgkreises (1838–1840)
- 1800, 27. Juli, Wilhelm Wibel, † 3. März 1864 in Oldenburg, Jurist und Landtagsabgeordneter im Oldenburgischen Landtag

## 19. Jahrhundert

### 1801 bis 1850
- 1801, 26. April, Bernhard Jacobi, † 26. Januar 1843 in Petershagen, evangelischer Geistlicher und Präses der Westfälischen Provinzialsynode
- 1801, 20. Mai, Heinrich Strack der Ältere, † 16. Juli 1880 in Eutin, Architekt und Hofbaumeister des Großherzogtums Oldenburg
- 1802, 30. November, Friedrich Adolf Trendelenburg, † 24. Januar 1872 in Berlin, Philosoph und Pädagoge
- 1803, 3. Mai, Anton Friedrich Christoph Wallroth, † 4. April 1876 in Eutin, evangelisch-lutherischer Geistlicher, Leitender Geistlicher im Fürstentum Lübeck
- 1806, 18. Januar, Dorothea Pfeiffer, † 17. August 1864 in Eutin, Malerin
- 1807, 15. September, Ludwig von Wedderkop, † 18. Mai 1882 in Oldenburg in Holstein, Richter und Parlamentarier, wurde 1867 Bürgermeister von Eutin
- 1808, 1. Oktober, Maximilian Heinrich Rüder, † 19. Dezember 1880 in Oldenburg, Jurist und Politiker
- 1810, 5. Mai, Wilhelm Pfeiffer, † 28. Dezember 1841 in Oldenburg, Lehrer und Schriftsteller
- 1813, 14. Mai, Friedrich Breier, † 24. August 1880 in Lübeck, Theologe, Altphilologe und Direktor des Katharineums zu Lübeck
- 1813, 6. Dezember, Peter Tischbein, † 5. Oktober 1883 in Eutin, Oberförster, Entomologe und Paläontologe
- 1822, 26. Mai, Constantin Kindt, † 24. Oktober 1890 in Oldenburg, Jurist und Parlamentarier (1857-1860 im Oldenburgischen Landtag)
- 1822, 4. Oktober, Hermann Riemann, † 27. Januar 1889 in Greifenberg (Pommern), Gymnasiallehrer und Historiker
- 1825, 26. Oktober, Johann Friedrich Julius Schmidt, † 7. Februar 1884 in Athen, Astronom und Geologe
- 1827, 21. April, Heinrich Limpricht, † 13. Mai 1909 in Greifswald, Chemiker
- 1827, 18. September, Wilhelm Hellwag, † 5. Januar 1882 in Wien, Eisenbahningenieur
- 1830, 22. September, Ludwig Matthiessen, † 14. November 1906 in Rostock, Physiker, Dekan der philosophischen Fakultät und Rektor an der Universität Rostock
- 1832, 11. April, Adalbert von Taysen, † 10. Juli 1906 in Schierke, Generalleutnant und Militärhistoriker
- 1841, 2. März, Adolf Pansch, † 14. August 1887 in der Kieler Förde, Anatom, Anthropologe und Teilnehmer an der Zweiten Deutschen Nordpolar-Expedition
- 1842, 4. September, Metaphius Theodor August Langenbuch, † 2. Mai 1907 in Lübeck, Gartenarchitekt und Stadtgärtner
- 1845, 11. Mai, Georg Christoph Levison, † 6. August 1879 in Kunabae, Neuirland, Handelspionier und Entdecker

### 1851 bis 1900
- 1861, 11. September, Konrad Hartong, † 23. Januar 1933 in Oldenburg, Richter und Politiker (Zentrum), Abgeordneter im Oldenburgischen Landtag
- 1873, 19. Mai, Conrad Heidenreich, † 26. Juni 1937 in Berlin, Architekt
- 1874, 13. November, Wilhelm Dittmann, † 7. August 1954 in Bonn, Politiker (USPD/SPD), Mitglied des Reichstages
- 1875, 29. November, Hermann von Wedderkop, † 4. Oktober 1956 in Hamburg, Schriftsteller, Übersetzer und Herausgeber der Zeitschrift Der Querschnitt von 1924 bis 1931
- 1875, 26. Dezember, Leonhard Boldt, † 9. April 1963 in Hamburg, Maler, Ehrenbürger der Stadt Eutin
- 1878, 19. Januar, Carl Grevsmühl, † 7. März 1934 in Hamburg, Justizbeamter, Beamtengewerkschafter und Politiker (Fraktion der Rechten, dann DVP, dann DDP)
- 1881, 12. Juli, Alwin Saenger, † 18. Februar 1929 in München, Jurist und Politiker (SPD)
- 1889, 7. August, Friedrich Kühn, † 15. Februar 1944 in Berlin, Offizier, zuletzt General der Panzertruppe
- 1896, 29. Juli, Heinrich Wiese, † 27. September 2000 in Eckernförde, Reitsportler, Politiker (NSDAP) und Mitglied der SA

## 20. Jahrhundert

### 1901 bis 1950
- 1902, 10. Oktober, Jan Friedrich Tönnies, † 24. Dezember 1970 in Freiburg im Breisgau, Erfinder, Wissenschaftler, Fabrikant und Politiker
- 1907, 30. August, Kuno Tönnies, † 28. Juli 1963 in Eutin, Jurist
- 1922, 12. Mai, Heinz Ohff, † 24. Februar 2006 in Berlin, Kunstkritiker und Autor
- 1924, 8. Februar, Fritz Latendorf, † 12. August 2000 in Lübeck, Kommunal- und Landespolitiker (CDU), Sportfunktionär
- 1926, 11. August, Hartwig Lohse, † 24. September 1995 in Bonn, Bibliothekar
- 1933, 16. April, Ludwig Haas, † 4. September 2021 in Neumünster, Schauspieler
- 1934, Fritz Jarchov, † 1983 in Heidelberg, Architekt, Maler, Grafiker
- 1936, 14. Juli, Günther Jansen, Politiker (1988-1993 Sozialminister und 1992–1993 Stellvertreter des Ministerpräsidenten des Landes Schleswig-Holstein) (SPD)
- 1940, 7. Januar, Karsten Oltmanns, † 30. April 2016, Generalleutnant der Bundeswehr
- 1940, 18. Februar, Anna Oppermann, † 8. März 1993 in Celle, bildende Künstlerin
- 1940, 10. November, Peter Engel, Schriftsteller
- 1940, Peter Thoms, Schauspieler und Jazzmusiker
- 1941, 26. September, Vadim Glowna, † 24. Januar 2012 in Berlin, Schauspieler, Regisseur und Filmproduzent
- 1943, 7. Mai, Peter Kirchberger, Schauspieler, Sänger, Synchron-, Hörspiel- und Werbesprecher
- 1943, 15. Mai, Dirk Hoerder, Historiker
- 1943, 1. August, Klaus Kruse, † 13. November 2001 in Eutin, Pädiater und Hochschullehrer
- 1943, 28. August, Gerd Pieper, † 2. Juli 2024, Unternehmer und Sportfunktionär
- 1944, 13. Januar, Hartmut Moede, Generalleutnant a. D.
- 1945, 12. Februar, Peter Sager, Journalist
- 1945, 13. Oktober, Günter Saße, Germanist und Hochschullehrer
- 1945, Andreas Johannes Wiesand, Kulturwissenschaftler und Generalsekretär des European Institute for Comparative Cultural Research (ERICarts)
- 1945, Rainer Iwersen, Schauspieler
- 1946, 19. April, Andreas Röpcke, Historiker und Archivar
- 1946, 26. August, Peter Scheibner, † 1990, Boxer
- 1947, 17. Juli, Günther Lenske, ehemaliger Mittel- und Langstreckenläufer
- 1947, 23. September, Michael Ryba, † 5. Februar 2014 in Buchenbach, Grafiker, bildender Künstler und Autor
- 1947, 26. September, Norbert Nedopil, Psychiater und Psychologe
- 1948, 18. Oktober, Jörn Kruse, Wirtschaftswissenschaftler und ehemaliger Politiker (Freie Wähler später AfD)
- 1948, 9. Dezember, Michael Curt Elwenspoek, † 13. April 2021 in Enschede, Physiker und Hochschullehrer
- 1949, 9. März, Uli Wachholtz, Unternehmer und Verleger

### 1951 bis 2000
- 1951, 30. Juni, Norbert Ney, Autor
- 1951, 2. September, Gabriele Schopenhauer, Politikerin (SPD), ehemalige Stadtpräsidentin der Bürgerschaft der Hansestadt Lübeck
- 1952, 1. Juni, Peter Thiesen, Pädagoge und Schriftsteller
- 1952, 8. Oktober, Felix Zwoch, † 10. Februar 2014 in Berlin, Architekturkritiker, Stadtplanungskritiker und Publizist
- 1952, Ingrid Domann, Schauspielerin
- 1953, 10. September, Volker Budach, Mediziner, ehemaliger Professor an der Charité in Berlin
- 1953, 15. September, Christian Schröder, Fernsehjournalist und Moderator
- 1953, Joachim Hinz, Dokumentarfilmer und Kameramann
- 1954, 2. August, Hanni Ehlers, Übersetzerin
- 1955, 6. Mai, Hans-Hermann Dubben, Physiker
- 1955, 2. September, Ursula Braasch-Schwersmann, † 17. Dezember 2021, Historikerin, ehemalige Leiterin des Hessischen Landesamtes für geschichtliche Landeskunde
- 1957, Manfred Wegner, Sportwissenschaftler und Hochschullehrer
- 1958, 19. Oktober, Katharina Al-Shamery, Chemikerin und Professorin der Carl von Ossietzky Universität Oldenburg
- 1958, 20. Oktober, Jenspeter Rosenfeldt, Politiker (SPD)
- 1959, 21. Februar, Martina Severin-Kaiser, † 8. Juli 2016 in Hamburg, evangelisch-lutherische Geistliche
- 1959, 6. September, Hubertus Buchstein, Politologe
- 1960, 26. März, Axel Prahl, Schauspieler und Synchronsprecher
- 1960, 18. Oktober, Horst Wiemann, Handballspieler und -trainer
- 1961, Imke Büchel, Schauspielerin
- 1962, 27. Mai, Bettina M. Pause, Psychologin
- 1962, 3. Oktober, Anne-Charlott Trepp, Historikerin und Hochschullehrerin
- 1962, 18. Dezember, Daniel Richter, Künstler der abstrakten Malerei
- 1962, 24. Dezember, Jan Christian Kaack, Vizeadmiral der Deutschen Marine, seit 2022 Inspekteur der Marine
- 1963, 28. Januar, Volker Ippig, ehemaliger Fußballtorwart und -trainer
- 1963, 30. April, Christian Macketanz, Maler und Professor an der Hochschule für Bildende Künste Dresden
- 1963, 29. Mai, Andreas Marlow, Generalmajor der Bundeswehr
- 1964, 10. Juni, Lutz Büge, Autor und Blogger der Frankfurter Rundschau
- 1964, 11. Juni, Ralph Schumacher, Philosoph und Verhaltenswissenschaftler
- 1964, 3. Juli, Stefan Sell, Sozialwissenschaftler
- 1965, 21. Januar, Peri Arndt, Musikerin und Politikerin (SPD), 2011–2020 Mitglied der Hamburgischen Bürgerschaft
- 1965, 22. März, Thomas Klinger, Physiker
- 1965, 6. April, Elisabeth Niejahr, Journalistin
- 1965, 14. April, Roland Dieckmann, Politiker (CDU)
- 1965, 1. November, Sandra Redmann, Politikerin (SPD), seit 2000 Mitglied des Schleswig-Holsteinischen Landtags
- 1966, 2. März, Stefan Lüth, Generalmajor der Luftwaffe der Bundeswehr und Inspekteur der Streitkräftebasis
- 1966, 7. Juli, Lars Büchel, Autor, Filmproduzent und Regisseur
- 1966, 16. Juli, Ulf Kahmke, Sportjournalist und ehemaliger Handballspieler
- 1966, 19. Juli, Tom Buk-Swienty, dänischer Historiker, Journalist und Schriftsteller
- 1966, Joachim Grage, Literaturwissenschaftler und Skandinavist
- 1967, 21. Januar, Claudia Weiss, Schriftstellerin und Historikerin
- 1967, 12. Juli, Veronika Dicke, politische Beamtin (SPD)
- 1967, 29. September, Jens Plötner, Diplomat
- 1968, 8. März, Kai Vogel, Lehrer und Politiker (SPD), von 2012 bis 2022 Mitglied des Schleswig-Holsteinischen Landtags
- 1968, 24. Juni, Christian Klees, ehemaliger Sportschütze, Olympiasieger 1996 in Atlanta
- 1968, 4. August, Stefan Vogenauer, Jurist und Direktor am Max-Planck-Instituts für Rechtsgeschichte und Rechtstheorie
- 1968, 30. August, Götz Frömming, Gymnasiallehrer und Politiker (AfD), seit 2017 Mitglied des Deutschen Bundestages
- 1968, 14. Oktober, Dirk von Zitzewitz, Rennfahrer
- 1968, Franziska Becker, ehemalige Fernsehmoderatorin
- 1968, Matthias Rossi, Rechtswissenschaftler und Hochschullehrer
- 1968, Michael Hakimi, Künstler und Professor für Freie Kunst an der Akademie der Bildenden Künste Nürnberg
- 1968, Susanne Bienwald, Schriftstellerin, Lektorin, Literaturwissenschaftlerin
- 1969, 3. November, Kirsten Bruhn, Schwimmerin im Parasport
- 1970, 25. Februar, Daniel Renkonen, Politiker (Bündnis 90/Die Grünen), von 2011 bis 2021 Abgeordneter im Landtag von Baden-Württemberg
- 1970, 18. Juli, Maike Friedrichsen, ehemalige Volleyball- und Beachvolleyballspielerin, Teilnehmerin an den Olympischen Spielen 2000
- 1970, 14. Dezember, Matthias Klagge, Rechtsanwalt und Fernsehdarsteller
- 1971, 7. Januar, Jens Lüdtke, Handballtrainer und ehemaliger Handballspieler
- 1972, 16. Juni, Ulf Kämpfer, Jurist und Politiker (SPD), seit 2014 Oberbürgermeister von Kiel
- 1972, 9. September, Tim Cassel, ehemaliger Fußballtorwart und -funktionär
- 1972, 30. September, Lars Unger, ehemaliger Fußballspieler
- 1973, Björn Demmin, Landrat des Kreises Plön (parteilos)
- 1974, 28. August, Nicole Deitelhoff, Politikwissenschaftlerin und Professorin an der Goethe-Universität, seit 2016 Leiterin des Leibniz-Instituts für Friedens- und Konfliktforschung
- 1974, 21. November, Tom Amarque, Autor und Verleger
- 1977, 30. September, Arne Waack, Moderator und Journalist
- 1979, 14. Juni, Mathias Deppisch, ehemaliger Handballspieler, Handballtrainer
- 1980, 29. Februar, Hauke Brückner, ehemaliger Fußballspieler
- 1983, 2. Januar, Jonathan Stock, Journalist
- 1985, 27. November, Tim Jost, ehemaliger Handballspieler
- 1988, 19. Dezember, Moritz von Treuenfels, Film- und Theaterschauspieler
- 1989, 6. Februar, Peter Hackenberg, ehemaliger Fußballspieler und Unternehmer
- 1990, 7. Juni, Niclas Dürbrook, Politiker (SPD), seit 2022 Mitglied im Schleswig-Holsteinischen Landtag
- 1992, 1. November, Svea Bein, Schauspielerin
- 1992, 26. November, Steffen Schwien, Maler
- 1993, 21. Januar, Wincent Weiss, Sänger
- 1995, 24. Mai, Anna-Lena Grell, ehemalige Handballspielerin
- 1997, 23. Februar, Finn Porath, Fußballspieler

## Weitere Persönlichkeiten
Hier folgt eine Übersicht von Personen, die in Eutin gelebt und/oder gewirkt haben, jedoch nicht dort geboren wurden.
- 1606, 18. März, Johann von Schleswig-Holstein-Gottorf, † 21. Februar 1655 in Eutin, protestantischer Fürstbischof des Hochstifts Lübeck
- vor 1638, Johann Friedrich Meister, † 28. Oktober 1697, Komponist und Organist des Barock
- 1649, 1. Juli, Johann Wilhelm Petersen, † 31. Januar 1727, Theologe und Mystiker
- 1660, 15. April, Gregor Nitzsch, † 16. September 1705 in Eutin, Staatswissenschaftler und Rechtswissenschaftler
- 1718 oder 1719, Georg Greggenhofer, † 4. Mai 1779, spätbarocker Hofbaumeister
- 1739, 7. Dezember, Johann Georg Schlosser, † 17. Oktober 1799, Jurist, Staatsmann, Schriftsteller
- 1740, 15. August, Matthias Claudius, † 21. Januar 1815, Dichter
- 1743, 25. Januar, Friedrich Heinrich Jacobi, † 10. März 1819, Philosoph und Schriftsteller
- 1750, 7. November, Friedrich Leopold zu Stolberg-Stolberg, † 5. Dezember 1819, Dichter, Übersetzer, Jurist, Mitglied im Eutiner Kreis
- 1751, 15. Februar, Johann Heinrich Wilhelm Tischbein, † 26. Juni 1829 in Eutin, Maler
- 1751, 20. Februar, Johann Heinrich Voß, † 29. März 1826, Dichter und Übersetzer, lebte ungefähr 20 Jahre in Eutin, wo er bis 1802 Rektor der Eutiner Lateinschule war. 1920 wurde das altsprachliche Gymnasium aufgelöst und die letzten Klassen mit denen des Realgymnasiums im Gebäude der heutigen Johann-Heinrich-Voß-Schule zusammengelegt. Johann Heinrich Voß ist Übersetzer von Homers Ilias und Odyssee.
- 1752, 2. März, Gerhard Anton von Halem, † 4. Januar 1819 in Eutin, wirkte von 1814 bis 1819 als 1. Rat der Regierung. Seine ehemalige Privatbibliothek bildet den Grundstock der Eutiner Landesbibliothek.
- 1754, 6. März, Christoph Friedrich Hellwag, † 16. Oktober 1835 in Eutin, Arzt und Physiker
- 1761, 10. August, Ludwig Philipp Strack, † 27. Januar 1836, Hofmaler, Lithograf und Kupferstecher
- 1768, 7. Januar, Gustav Pfeiffer, † 14. Mai 1831 in Eutin, evangelisch-lutherischer Geistlicher
- 1773, 14. Dezember, Gabriel Gottfried Bredow, † 5. September 1814, Schulleiter und Hochschullehrer
- 1776, 25. März, Albrecht Heinrich Matthias Kochen, † 21. Juni 1847, evangelischer Theologe, Geistlicher und Superintendent
- 1778, 22. Mai, Matthias Ludwig Leithoff, † 20. November 1846, Arzt
- 1783, Philipp Lindemann, † 1861, Advokat
- 1793, 5. Dezember, Heinrich Arminius Riemann, † 26. Januar 1872, Theologe
- 1802, 19. Dezember, Theodor von Wedderkop, † 15. Februar 1887, Jurist und Schriftsteller
- 1815, 17. Oktober, Emanuel Geibel, † 6. April 1884, Lyriker
- 1826, 11. Dezember, Charlotte Vahldiek, † 25. Juli 1902 in Eutin, Malerin
- 1836, 25. Januar, Alexander Christian von Buttel, † 23. Juli 1923, Verwaltungsjurist und von 1896 bis 1908 Regierungspräsident des Fürstentums Lübeck
- 1839, 12. September, Johannes Vahldiek, † 22. Januar 1914 in Eutin, Maler und Züchter der Apfelsorte Holsteiner Cox
- 1841, 17. April, Wilhelmine Amalie Wöhler, † 28. Februar 1887, Malerin
- 1843, 27. August, Wilhelm Wisser, † 13. Oktober 1935, Gymnasialprofessor und Mundartforscher
- 1850, 3. März, Robert Schade, † 19. März 1916 in Eutin, Goldschmied, Eutiner Ratsherr und Förderer des Feuerwehrwesens und der Wohlfahrt
- 1851, 29. Januar, Heinrich Aye, † 22. Mai 1923, Pastor, Heimatforscher und Gründer des Ostholstein-Museums
- 1855, 26. Juli, Ferdinand Tönnies, † 9. April 1936, Soziologe und Philosoph
- 1864, 25. August, Heinrich Lüth, † 11. November 1949 in Eutin, großherzoglicher Hofgarteninspektor und letzter Hofgärtner Eutins
- 1872, 13. Februar, Friedrich Cassebohm, † 15. November 1951, Jurist und Politiker (1927-1930 Regierungspräsident in Eutin) (parteilos)
- 1872, 17. Oktober, Andreas Hofmeier, † 23. Juli 1963 in Eutin, Kirchenmusiker, Musikpädagoge und Komponist
- 1872, 3. November, Clemens von Weise, † 16. März 1920 in Eutin, deutscher Kapitän zur See der Kaiserlichen Marine und Opfer des Kapp-Putsches in Eutin
- 1883, 11. Dezember, Lotte Herrlich, † 27. September 1956 in Eutin, Fotografin
- 1890, 9. Oktober, Wolfgang Saalfeldt, † 30. April 1954 in Eutin, Chirurg, Frauenarzt, Ortsgruppenleiter und Kreisleiter der NSDAP in Eutin
- 1891, 28. Mai, Wilhelm Kieckbusch, † 26. März 1987, Bischof der Eutiner Landeskirche
- 1894, 28. April, Hans Voß, † 29. Mai 1973 in Eutin, Konteradmiral der Kriegsmarine im Zweiten Weltkrieg
- 1894, 30. November, Dora Maaßen, † 26. April 1973 in Eutin, Bildhauerin
- 1896, 22. Juli, Heinrich Böhmcker, † 16. Juni 1944, seit 1929 SA-Standartenführer, befahl 1933 die Errichtung des KZ Eutin, Bürgermeister von Bremen
- 1898, 27. Mai, Hänse Herms, † 17. April 1973 in Eutin, Staudengärtnerin und erste Gärtnermeisterin in Schleswig-Holstein
- 1898, 14. Dezember, Alexander Langsdorff, † 15. März 1946 in Eutin, Archäologe und SS-Führer
- 1904, 31. Januar, Oskar Kehr-Steiner, † 1990 in Eutin, Maler
- 1904, 18. September, Hans-Adolf Asbach, † 31. März 1976 in Eutin, Jurist und Politiker (NSDAP später GB/BHE), Sozialminister Schleswig-Holsteins (1950–1957)
- 1906, 19. August, Gerhard Hurte, † 6. Oktober 1976 in Eutin, Glasmaler
- 1908, 12. April, Hugo Rönck, † 1990, Theologe, wurde 1945 aus seinem Kirchenamt gedrängt, von den US-Militärbehörden vorübergehend festgenommen und hat anschließend als Pastor in Eutin gewirkt, Träger des Goldenen Parteiabzeichens der NSDAP
- 1909, 1. Dezember, Hans-Heinrich Sievert, † 6. April 1963 in Eutin, Leichtathlet und Olympiateilnehmer
- 1918, 12. Oktober, Ernst-Günther Prühs, † 22. November 2016, Pädagoge, Kommunalpolitiker (CDU) und Ehrenbürger der Stadt Eutin
- 1920, 2. Februar, Lieselotte Clemens, † 4. Dezember 2011, Schriftstellerin und Sachbuchautorin, von 1966 bis 1980 Musiklehrerin an der Carl-Maria-von-Weber-Schule in Eutin
- 1930, 21. Dezember, Siegfried Grote, † April 2018, Regisseur und Theaterintendant in Eutin